# (5447) Lallement
(5447) Lallement  es un asteroide perteneciente al cinturón de asteroides, descubierto el 6 de agosto de 1991 por Henry E. Holt desde el Observatorio Palomar, en Estados Unidos.

## Designación y nombre
Lallement se designó inicialmente como 1991 PO14.
Más adelante fue nombrado en honor de la astrofísica francesa Rosine Lallement (n. 1951), que identificó la nube interestelar que está atravesando el Sistema Solar.

## Características orbitales
Lallement orbita a una distancia media del Sol de 2,9707 ua, pudiendo acercarse hasta 2,7051 ua y alejarse hasta 3,2363 ua. Tiene una excentricidad de 0,0894 y una inclinación orbital de 9,8127° grados. Emplea en completar una órbita alrededor del Sol 1870 días.

## Características físicas
Su magnitud absoluta es 12,5. Tiene 11,001 km de diámetro. Su albedo se estima en 0,175.